# Stigmella caliginosa
Stigmella caliginosa là một loài bướm đêm thuộc họ Nepticulidae. Nó được miêu tả bởi Meyrick năm 1921. Nó được tìm thấy ở Nam Phi.